# 印度粉蝨
印度粉蝨（学名：Taiwanaleyrodes indica）为粉蝨科臺灣粉蝨屬下的一个种。其种加词“indica”意为“印度的”。